# Jan Nedělka (legionář)
Jan Nedělka (3. prosince 1896 Lázně Bohdaneč – 14. června 1942 Tábor) byl československý legionář a zahradník nacisty popravený za odboj.

## Život
Narodil se 3. prosince 1896 ve městě Lázně Bohdaneč na Pardubicku. K československým legiím se přidal v roce 1915. Koncem října 1918 byl zařazen do československých legií v Itálii.
Po návratu do rodné vlasti se přestěhoval do města Soběslav, kde začal pracovat jako zahradník.
Patřil mezi sedm osob, které pomáhali hledanému Rajmundovi Navrátilovi, který se zapojil do protinacistické činnosti a musel se skrývat. Celá akce byla českobudějovickému gestapu prozrazena a všichni účastnění byli zadrženi. Nedělka byl zadržen 5. června 1942.
Dne 14. června 1942 byl popraven na táborském popravišti. Jeho tělo bylo spáleno a odvezeno do českobudějovického krematoria, jako u ostatních popravených.